# غارنت نيلسون
غارنت نيلسون (بالإنجليزية: Garnett Nelson)‏ هو مدير فني أمريكي، ولد في 13 يونيو 1872 في مقاطعة فاوكواير في الولايات المتحدة، وتوفي في 30 مارس 1930 بسبب سرطان المثانة.